# Chiesa di Maria Santissima del Rosario (Fasano)
La chiesa Maria santissima del Rosario è una chiesa di Fasano, in provincia di Brindisi. Antico convento delle monache carmelitane, detto impropriamente "teresiane", costruito nel 1628, oggi il suo antico chiostro è luogo centrale della vita cittadina.

## Storia
In origine la chiesa faceva parte del monastero seicentesco di San Giuseppe, di proprietà delle monache carmelitane di clausura. La storia del monastero cominciò nel 1604 quando Giovanni Calefati dispose per testamento il lascito di duemila ducati da impiegare nella costruzione di un monastero di “Donne Monache” a Fasano. Pochi anni dopo iniziarono i lavori per la costruzione della chiesa e dei locali annessi, la costruzione del fabbricato però si interruppe per mancanza di fondi. Nel frattempo (1681), le due germane di origine spagnola Palma e Francesca La Itta y Loio fondarono il Conservatorio di terziarie teresiane e in un decennio le religiose raggiunsero le trenta unità, accrescendo con la loro dote il patrimonio del Conservatorio. Ben presto la casa dei La Itta si rivelò inadeguata ad accoglierle tutte, per cui il Parlamento dell'Università di Fasano cedette alle suore il convento ancora incompleto da 85 anni. I lavori di completamento e ristrutturazione sono documentati fino al 1774.
Il 3 maggio 1694 le suore s'insediarono con grande solennità nel Monastero, alla presenza una numerosa folla di cittadini. Dopo l'insediamento, la Priora chiese al Papa di rendere di clausura il Convento, così nel 1698 Innocenzo XII dispose che il Conservatorio diventasse Monastero Carmelitano sotto il titolo di San Giuseppe, non secondo lo stile teresiano ma sotto la protezione della carmelitana fiorentina S. Maria Maddalena de' Pazzi. In esso visse una Venerabile, Madre Rosa Maria Serio (1674-1726), sua figlia spirituale. Della Madre Rosa Maria è possibile esista un richiamo in un affresco, molto danneggiato, nell'antica chiesa di Santa Maria della Grazia.
Nel 1873, dopo la proclamazione dell'Unità d'Italia, le leggi dello Stato sopprimono le Congregazioni religiose, incamerando nelle proprietà statali il loro patrimonio. Il monastero, divenuto proprietà del demanio, viene dato al Comune di Fasano. Alle monache è consentito di rimanervi fino al 4 dicembre 1908 in attesa di nuovi ordini, ma l'età avanzata e le malattie le costringono a chiedere al Papa nel maggio 1908 il permesso (accordato con Decreto del 1º giugno successivo) di uscire dal Monastero prima della scadenza.
Nel 1908 le monache lasciarono il monastero e tre anni dopo venne ceduto dal comune alla confraternita del Santissimo Rosario, la stessa che ha in custodia la chiesa di San Nicola. Nel 1919 il chiostro del convento subì modifiche e restauri divenendo una piazza nella quale fu ospitato il mercato ortofrutticolo (piazza del Mercato Coperto) e venne dotato di una fontana marmorea in stile littorio al centro tra due lunghi porticati. Nel 2004 la struttura è diventata una galleria commerciale chiamata "Portici delle Teresiane".

## Descrizione
La chiesa presenta l'interno ad unica navata e conserva alcuni elementi claustrali (delle grate e un'apertura nel muro per la distribuzione della comunione alle monache che assistevano alla messa nel coretto, oggi adibito a sacrestia).
L'altare principale è dedicato alla Madonna del Rosario, la cui immagine, realizzata nel 1656 dalla popolazione per voto in seguito al salvataggio da una pestilenza, è situata in una nicchia in vista.
Le nicchie laterali ospitano altre sculture: a sinistra san Vincenzo Ferrer, i Santi Medici e Gesù nell'orto (statua portata in processione durante i riti della Settimana Santa); a destra Madonna Addolorata, Madonna del Carmine e Gesù Bambino di Praga, quest'ultimo vestito di un abito opera di sarte e ricamatrici locali.
Nella chiesa vi sono anche dipinti di scuola napoletana, tra le quali una tela di San Francesco che riceve le stimmate e un grande affresco che raffigura la Pentecoste.